# Morti l'11 febbraio
| Questa pagina contiene informazioni ricavate automaticamente dalle voci biografiche con l'ausilio del template Bio e di un bot. L'aggiornamento è periodico e automatico e ricostruisce completamente la pagina. Se manca una persona in questa lista, sei pregato di non aggiungerla, ma accertati piuttosto che la sua voce biografica contenga il template Bio e che i dati anagrafici siano correttamente compilati. Se il template Bio manca, inseriscilo tu stesso o, in alternativa, metti l'avviso {{tmp\|Bio}} che ne segnala la mancanza. Se i dati riportati sono sbagliati, correggi direttamente la voce biografica; le modifiche saranno visibili in questa lista entro pochi giorni. Per chiarimenti vedi il progetto biografie. La lista contiene solo le 581 persone che sono citate nell'enciclopedia e per le quali è stato implementato correttamente il template Bio. Pagina aggiornata al 17 ago 2025. |

## I secolo(1)
- 55 - Tiberio Claudio Cesare Britannico, nobile romano (n. 41)

## III secolo(1)
- 244 - Gordiano III, imperatore romano (n. 225)

## VII secolo(1)
- 641 - Eraclio I, imperatore bizantino (n. 575)

## VIII secolo(1)
- 731 - Papa Gregorio II, papa, cardinale e santo italiano (n. 669)

## IX secolo(2)
- 806 - Tang Shunzong, imperatore cinese (n. 761)
- 824 - Papa Pasquale I, papa, vescovo e abate italiano

## XI secolo(1)
- 1056 - Ermanno II di Colonia, vescovo tedesco

## XII secolo(2)
- 1138 - Vsevolod di Pskov, principe russo (n. 1103)
- 1141 - Ugo di San Vittore, teologo, filosofo e cardinale francese

## XIII secolo(1)
- 1218 - Alice di Courtenay, nobildonna francese (n. 1160)

## XIV secolo(5)
- 1310 - Margherita d'Oingt, mistica, monaca cristiana e scrittrice francese (n. 1240)
- 1322 - Pietro da Cuneo, religioso italiano
- 1324 - Karl von Trier (n. 1265)
- 1395 - Poncello Orsini, cardinale e vescovo cattolico italiano
- 1397 - Enrico di Langenstein, teologo, astronomo e matematico tedesco (n. 1325)

## XV secolo(5)
- 1444 - Amédée de Talaru, cardinale e arcivescovo cattolico francese
- 1450 - Agnese Sorel, nobildonna francese
- 1467 - Gianfrancesco I Pico, condottiero e nobile italiano
- 1483 - Tommaso de Regibus, vescovo cattolico italiano
- 1500 - Urceo Codro, umanista italiano (n. 1446)

## XVI secolo(13)
- 1503 - Elisabetta di York, regina britannica (n. 1466)
- 1507 - Giovanni di Glogovia, umanista, filosofo e geografo polacco (n. 1445)
- 1511 - Carlo II d'Amboise, politico e militare francese (n. 1473)
- 1515 - Giorgio di Sofia il Nuovo, bulgaro
- 1524 - Isabella d'Aragona, duchessa (n. 1470)
- 1533 - Angelo Gabriel, nobile, politico e umanista italiano (n. 1470)
- 1558 - Paolo Pansa, poeta, umanista e latinista italiano (n. 1485)
- 1560 - Beltrán de la Cueva, politico e diplomatico spagnolo (n. 1478)
- 1560 - Juan de Salazar, militare e esploratore spagnolo (n. 1508)
- 1576 - Lucrezia Gonzaga, nobildonna e letterata italiana (n. 1522)
- 1586 - Augusto I di Sassonia, nobile (n. 1526)
- 1586 - Elisabetta di Brunswick-Grubenhagen, nobildonna tedesca (n. 1550)
- 1587 - María de Mendoza y Sarmiento, nobildonna spagnola

## XVII secolo(19)
- 1605 - Ferrante Gonzaga, condottiero italiano (n. 1550)
- 1612 - Antonio Persio, filosofo italiano (n. 1543)
- 1613 - Guido Mazenta, nobile e politico italiano
- 1617 - Giovanni Antonio Magini, astronomo, astrologo e matematico italiano (n. 1555)
- 1622 - Alfonso Fontanelli, compositore, scrittore e diplomatico italiano (n. 1557)
- 1626 - Pietro Antonio Cataldi, matematico italiano (n. 1552)
- 1628 - Jean Héroard, medico, veterinario e anatomista francese (n. 1551)
- 1640 - Domenico Giordani, vescovo cattolico italiano
- 1643 - Anna Maria del Palatinato-Neuburg, nobile tedesca (n. 1575)
- 1649 - Maria di Hohenzollern, nobile (n. 1579)
- 1650 - Cartesio, filosofo e matematico francese (n. 1596)
- 1659 - Guillaume Colletet, poeta francese (n. 1598)
- 1661 - Pierre Nivelle, vescovo cattolico, abate e pittore francese (n. 1593)
- 1671 - Nicolas Pitau, incisore fiammingo (n. 1632)
- 1679 - Giuseppe Artale, scrittore italiano (n. 1628)
- 1680 - Elisabetta di Boemia, religiosa tedesca (n. 1618)
- 1686 - Hartmann III del Liechtenstein, principe e militare austriaco (n. 1613)
- 1688 - Cesare Gennari, pittore italiano (n. 1637)
- 1700 - Opizio Pallavicini, cardinale italiano (n. 1632)

## XVIII secolo(22)
- 1704 - Gabriel de Henao, teologo, storico e gesuita spagnolo (n. 1611)
- 1706 - Maria Theresa van Thielen, pittrice fiamminga (n. 1640)
- 1709 - Luisa Hollandina del Palatinato, nobile tedesca (n. 1622)
- 1713 - Jahandar Shah, sovrano (n. 1661)
- 1715 - Giovanni Benvenuti, violinista italiano
- 1723 - Ferdinando II Gonzaga, nobile italiano (n. 1648)
- 1723 - Enrico Merengo, scultore tedesco
- 1744 - Tommaso Bernardo Gaffi, compositore italiano (n. 1667)
- 1746 - Vasilij Vladimirovič Dolgorukov, generale russo (n. 1667)
- 1749 - Philip Livingston, imprenditore statunitense (n. 1686)
- 1750 - Vincenzo Bichi, cardinale e arcivescovo cattolico italiano (n. 1668)
- 1751 - Johann Christian Feige, scultore e intagliatore tedesco (n. 1689)
- 1755 - Scipione Maffei, storico, drammaturgo e diplomatista italiano (n. 1675)
- 1757 - Mauro D'Alay, violinista e compositore italiano
- 1757 - Francesco Landi, cardinale e arcivescovo cattolico italiano (n. 1682)
- 1772 - Caterina Sagredo Barbarigo, nobildonna italiana (n. 1715)
- 1783 - Johann Andreas Silbermann, organaro tedesco (n. 1712)
- 1785 - Ali Murad Khan, sovrano persiano
- 1788 - Antonio Maria Ambrogi, letterato e latinista italiano (n. 1713)
- 1795 - Carl Michael Bellman, poeta e compositore svedese (n. 1740)
- 1797 - Antoine Dauvergne, compositore e violinista francese (n. 1713)
- 1799 - Lazzaro Spallanzani, presbitero e biologo italiano (n. 1729)

## XIX secolo(81)
- 1803 - Jean-François de La Harpe, scrittore, critico letterario e poeta francese (n. 1739)
- 1804 - François Philippe de Latour-Foissac, generale e ingegnere francese (n. 1750)
- 1805 - Jeongsun di Joseon, regina coreana (n. 1745)
- 1806 - Giuseppe Franchi, scultore italiano (n. 1731)
- 1806 - Vicente Martín y Soler, compositore spagnolo (n. 1754)
- 1808 - José Francisco Miguel António de Mendonça, cardinale e patriarca cattolico portoghese (n. 1725)
- 1813 - Anders Gustaf Ekeberg, chimico svedese (n. 1767)
- 1813 - George Nugent-Temple-Grenville, I marchese di Buckingham, giurista e politico britannico (n. 1753)
- 1816 - Cristiana Enrichetta del Palatinato-Zweibrücken, nobile tedesca (n. 1725)
- 1820 - Karl von Fischer, architetto tedesco (n. 1782)
- 1825 - Giacomo Rezia, anatomista italiano (n. 1745)
- 1825 - Raiden Tameemon, lottatore di sumo giapponese (n. 1767)
- 1825 - Federico IV di Sassonia-Gotha-Altenburg, duca (n. 1774)
- 1827 - Giacomo Minutoli, architetto e abate italiano (n. 1765)
- 1827 - José Maria de Almeida Sá e Meneses, nobile portoghese (n. 1784)
- 1828 - DeWitt Clinton, politico statunitense (n. 1769)
- 1829 - Giovanni Bianchi, compositore italiano (n. 1758)
- 1830 - Giovanni Battista Lampi, pittore italiano (n. 1751)
- 1831 - Niklaus Franz von Bachmann, generale svizzero (n. 1740)
- 1838 - Marie-Benoîte-Joséphine Prévost de La Croix, filantropa, docente e nobile francese (n. 1759)
- 1840 - Ivan Ivanovič Kozlov, poeta russo (n. 1779)
- 1841 - Ferdinand Johann von Olivier, pittore, litografo e incisore tedesco (n. 1785)
- 1842 - Gottlob Friedrich Thormeyer, architetto tedesco (n. 1775)
- 1844 - Paolo Gazelli di Rossana, nobile e politico italiano (n. 1782)
- 1847 - Philipp Bruch, farmacista e botanico tedesco (n. 1781)
- 1847 - Hugh Percy, III duca di Northumberland, politico inglese (n. 1785)
- 1848 - Thomas Cole, pittore inglese (n. 1801)
- 1848 - William Howley, arcivescovo anglicano inglese (n. 1766)
- 1849 - Luigi Ademollo, pittore italiano (n. 1764)
- 1850 - Benoît-Joseph Flaget, vescovo cattolico francese (n. 1763)
- 1854 - William Paulding Jr., politico statunitense (n. 1770)
- 1855 - Luigi Boschetti, avvocato italiano (n. 1775)
- 1857 - Juan José Bonel y Orbe, cardinale e arcivescovo cattolico spagnolo (n. 1782)
- 1857 - Ferdinando Ferri, politico italiano (n. 1767)
- 1860 - Manuel Carpio, poeta, scrittore e filosofo messicano (n. 1791)
- 1860 - Luigi Laterza, vescovo cattolico italiano (n. 1784)
- 1862 - Elizabeth Siddal, modella, poetessa e pittrice britannica (n. 1829)
- 1862 - Domenico Ventura, arcivescovo cattolico italiano (n. 1806)
- 1866 - Thuwayni bin Sa'id, sovrano omanita (n. 1821)
- 1868 - Léon Foucault, fisico francese (n. 1819)
- 1870 - Michelangelo Grigoletti, pittore italiano (n. 1801)
- 1870 - Carlos Soublette, militare e politico venezuelano (n. 1789)
- 1871 - Antonio Bagioli, compositore italiano (n. 1795)
- 1871 - Gaspard-Théodore-Ignace de la Fontaine, politico lussemburghese (n. 1787)
- 1871 - Étienne de Gerlache, politico, avvocato e nobile belga (n. 1785)
- 1871 - Filippo Taglioni, ballerino e coreografo italiano (n. 1777)
- 1874 - Giuseppe Panattoni, avvocato e politico italiano (n. 1802)
- 1874 - Vittore Pelli, pittore e scenografo svizzero (n. 1798)
- 1875 - Francesco Bomben, architetto e ingegnere italiano (n. 1801)
- 1875 - Giuseppe Teta, vescovo cattolico italiano (n. 1817)
- 1876 - Louis de Carné, politico, giornalista e storico francese (n. 1804)
- 1878 - Charles Magill Conrad, politico statunitense (n. 1804)
- 1878 - Carlo Leopardi, nobiluomo italiano (n. 1799)
- 1878 - Gideon Welles, politico e giornalista statunitense (n. 1802)
- 1879 - Cyrus Pitt Grosvenor, religioso e inventore statunitense (n. 1792)
- 1880 - Prosper Dérivis, basso francese (n. 1808)
- 1881 - Salvador Jovellanos, politico paraguaiano (n. 1833)
- 1884 - Cenani Mehmed Kadri Pascià, politico ottomano (n. 1832)
- 1884 - John Hutton Balfour, botanico scozzese (n. 1808)
- 1885 - Edward MacCabe, cardinale e arcivescovo cattolico irlandese (n. 1816)
- 1887 - François Laurent, giurista e storico belga (n. 1810)
- 1887 - Pasquale Romanelli, scultore italiano (n. 1812)
- 1887 - Ferdinand von Miller, scultore tedesco (n. 1813)
- 1888 - Ferdinando Andreucci, avvocato e politico italiano (n. 1806)
- 1888 - William Kelly, inventore statunitense (n. 1811)
- 1888 - Carlo Kunz, numismatico italiano (n. 1815)
- 1891 - Enrico Pucci, scienziato italiano (n. 1848)
- 1892 - Angelo Colla, architetto, restauratore e decoratore italiano (n. 1827)
- 1892 - James Augustus Grant, esploratore britannico (n. 1827)
- 1893 - Sergej Petrovič Kop'ev, generale russo (n. 1821)
- 1893 - Amerigo Seghieri, scacchista italiano (n. 1831)
- 1894 - Emilio Arrieta, compositore spagnolo (n. 1823)
- 1896 - Maria Ferrari, educatrice e filantropa italiana (n. 1824)
- 1897 - George Price Boyce, pittore inglese (n. 1826)
- 1897 - Vittorio Mazzoni, medico italiano (n. 1864)
- 1898 - Claude Bufnoir, giurista francese (n. 1832)
- 1898 - Sergio, religioso russo (n. 1820)
- 1898 - Félix María Zuloaga, politico e generale messicano (n. 1813)
- 1899 - Napoleone-Carlo Bonaparte, nobile francese (n. 1839)
- 1900 - Carlo Baravalle, scrittore italiano (n. 1826)
- 1900 - Émile Blanchard, entomologo e zoologo francese (n. 1819)

## XX secolo(284)
- 1901 - Ramón de Campoamor, poeta, drammaturgo e filosofo spagnolo (n. 1817)
- 1901 - Milan Obrenović IV di Serbia, re serbo (n. 1854)
- 1901 - Leonardo Roissard de Bellet, militare e politico italiano (n. 1816)
- 1901 - Henry Willis, organista e organaro inglese (n. 1821)
- 1903 - Carlo Gallozzi, politico e medico italiano (n. 1820)
- 1903 - Bartolomeo Gianolio, avvocato e politico italiano (n. 1837)
- 1903 - Bolesław Hieronim Kłopotowski, arcivescovo cattolico polacco (n. 1848)
- 1904 - Henri-Raymond Casgrain, storico e scrittore canadese (n. 1831)
- 1904 - Vladimir Vasil'evič Markovnikov, chimico russo (n. 1838)
- 1904 - Élie Reclus, giornalista, etnologo e anarchico francese (n. 1827)
- 1905 - Otto Erich Hartleben, poeta, drammaturgo e scrittore tedesco (n. 1864)
- 1905 - Frank Mahan, cestista statunitense (n. 1867)
- 1905 - Richard Sadebeck, micologo e botanico tedesco (n. 1839)
- 1907 - Augusto Bruschettini, avvocato e politico italiano (n. 1841)
- 1907 - William Howard Russell, giornalista irlandese (n. 1820)
- 1908 - Luigi Guglielmi, scultore italiano (n. 1834)
- 1909 - Martino Beltrani Scalia, magistrato e politico italiano (n. 1829)
- 1909 - Francesco Penserini, magistrato e politico italiano (n. 1834)
- 1910 - Luo Yixiu, cinese (n. 1889)
- 1911 - Albert Salomon von Rothschild, banchiere, filantropo e collezionista d'arte austriaco (n. 1844)
- 1911 - Patrick John Ryan, arcivescovo cattolico irlandese (n. 1831)
- 1912 - Germano Muʿaqqad, arcivescovo cattolico siriano (n. 1852)
- 1912 - Şayeste Hanim, principessa abcasa (n. 1838)
- 1914 - Giacinto Bianchi, religioso e missionario italiano (n. 1835)
- 1914 - Alexander Ross Clarke, militare e geodeta inglese (n. 1828)
- 1914 - Albert Günther, zoologo tedesco (n. 1830)
- 1914 - Armin Pavić, linguista croato (n. 1844)
- 1914 - Thutob Namgyal, sovrano (n. 1860)
- 1915 - Ernesto Cerruti, imprenditore italiano (n. 1844)
- 1916 - Joseph Villevieille, pittore e docente francese (n. 1829)
- 1917 - Oswaldo Cruz, igienista e filantropo brasiliano (n. 1872)
- 1917 - Henry Fitzalan-Howard, XV duca di Norfolk, nobile e politico inglese (n. 1847)
- 1917 - Giuseppe Garrassini Garbarino, aviatore e militare italiano (n. 1885)
- 1918 - Taitù Batùl, imperatrice etiope
- 1918 - Neville Elliott-Cooper, militare britannico (n. 1889)
- 1918 - Felice Franzi, imprenditore italiano (n. 1841)
- 1918 - Francesco Gerloni, militare, scrittore e allevatore italiano (n. 1835)
- 1918 - Aleksej Maksimovič Kaledin, generale russo (n. 1861)
- 1918 - Domenico Pesenti, pittore e antiquario italiano (n. 1843)
- 1919 - Francesco Mottino, baritono, scrittore e librettista italiano
- 1920 - Dirk Boest Gips, tiratore a segno olandese (n. 1864)
- 1920 - Gaby Deslys, attrice, cantante e ballerina francese (n. 1881)
- 1920 - Aristide Rinaldini, cardinale e arcivescovo cattolico italiano (n. 1844)
- 1920 - Pier Andrea Saccardo, botanico e micologo italiano (n. 1845)
- 1921 - William Blake Richmond, artista, artigiano e designer britannico (n. 1842)
- 1922 - Pearce Bailey, neurologo e psichiatra statunitense (n. 1865)
- 1923 - Joseph DeCamp, pittore statunitense (n. 1858)
- 1923 - Adrian Fortescue, presbitero britannico (n. 1874)
- 1923 - Wilhelm Killing, matematico tedesco (n. 1847)
- 1924 - Jacques Loeb, biologo tedesco (n. 1859)
- 1924 - Jean-François Raffaelli, pittore francese (n. 1850)
- 1925 - Edgar Demange, avvocato francese (n. 1841)
- 1926 - Frédéric Montenard, pittore francese (n. 1849)
- 1927 - Émile Albrecht, canottiere svizzero (n. 1899)
- 1927 - Stanisław Kazimierz Zdzitowiecki, vescovo cattolico polacco (n. 1854)
- 1928 - Stanisław Suryn, generale russo (n. 1858)
- 1929 - Albert Geisser, avvocato, banchiere e filantropo svizzero (n. 1859)
- 1929 - Giovanni II del Liechtenstein, sovrano (n. 1840)
- 1930 - Adolf Frenken, calciatore svizzero (n. 1885)
- 1930 - Felice Vezzani, pittore, decoratore e attivista italiano (n. 1855)
- 1930 - Franz Winter, archeologo e storico dell'arte tedesco (n. 1861)
- 1931 - Charles Algernon Parsons, ingegnere britannico (n. 1854)
- 1931 - Antonieta Rivas Mercado, scrittrice messicana (n. 1900)
- 1931 - Bela Čikoš Sesija, pittore croato (n. 1864)
- 1932 - Eugenio Martínez, generale messicano (n. 1866)
- 1933 - Olga Ossani, giornalista e scrittrice italiana (n. 1857)
- 1934 - Fritz Klatte, chimico tedesco (n. 1880)
- 1936 - Brunetto Calamai, imprenditore italiano (n. 1863)
- 1936 - Pierre Viala, enologo francese (n. 1859)
- 1937 - Vito Allegri, contrabbassista italiano (n. 1870)
- 1937 - Adolf Gaston Eugen Fick, oculista e docente tedesco (n. 1852)
- 1937 - Achille Forti, botanico e mecenate italiano (n. 1878)
- 1937 - Walter Burley Griffin, architetto statunitense (n. 1876)
- 1937 - Vasilij Iosifovič Gurko, generale e nobile russo (n. 1864)
- 1938 - Emanuel Löwy, archeologo austriaco (n. 1857)
- 1938 - Ante Pavelić, politico croato (n. 1869)
- 1938 - Kazimierz Twardowski, filosofo e logico polacco (n. 1866)
- 1939 - Rudolf Koechlin, mineralogista austriaco (n. 1862)
- 1939 - Franz Schmidt, musicista austriaco (n. 1874)
- 1939 - Elena Šoltésová, scrittrice slovacca (n. 1855)
- 1940 - John Buchan, romanziere, poeta e politico scozzese (n. 1875)
- 1940 - Ellen Day Hale, pittrice statunitense (n. 1855)
- 1940 - Gunnar Höckert, mezzofondista finlandese (n. 1910)
- 1940 - Elizabeth Peckham, aracnologa, entomologa e naturalista statunitense (n. 1854)
- 1941 - Rudolf Hilferding, economista, politico e medico tedesco (n. 1877)
- 1941 - Mario Visintini, militare e aviatore italiano (n. 1913)
- 1942 - Antoine Marfan, pediatra francese (n. 1858)
- 1942 - Ugo Pasquale Mifsud, politico maltese (n. 1889)
- 1942 - Egbert van Kampen, matematico olandese (n. 1908)
- 1943 - Ferruccio Tempesti, militare italiano (n. 1912)
- 1944 - Alfredo Grifone, partigiano italiano (n. 1920)
- 1944 - Samuel Jessurun de Mesquita, pittore e incisore olandese (n. 1868)
- 1944 - Jakov Savel'evič Vinogradov, militare sovietico (n. 1915)
- 1944 - Benedicto Zacconi, calciatore brasiliano (n. 1910)
- 1945 - Azeglio Bemporad, astronomo e matematico italiano (n. 1875)
- 1945 - Al Dubin, paroliere statunitense (n. 1891)
- 1945 - Helmuth Dörner, militare tedesco (n. 1909)
- 1945 - Giuseppe Nadi, schermidore italiano (n. 1860)
- 1945 - Joachim Rumohr, generale tedesco (n. 1910)
- 1945 - Gerhard Schmidhuber, generale tedesco (n. 1894)
- 1945 - August Zehender, generale tedesco (n. 1903)
- 1946 - Ludovic-Oscar Frossard, politico francese (n. 1889)
- 1947 - Niculae Abramescu, matematico rumeno (n. 1884)
- 1947 - Martin Klein, lottatore estone (n. 1884)
- 1947 - Gerolamo Mordeglia, organaro italiano (n. 1868)
- 1948 - Sergej Michajlovič Ėjzenštejn, regista, sceneggiatore e montatore sovietico (n. 1898)
- 1948 - Isaac Isaacs, giudice e politico australiano (n. 1855)
- 1948 - Giorgio Pelassa, pilota automobilistico italiano (n. 1912)
- 1949 - George Botsford, compositore statunitense (n. 1874)
- 1949 - Christian Bérard, pittore e scenografo francese (n. 1902)
- 1949 - Axel Munthe, scrittore e psichiatra svedese (n. 1857)
- 1949 - Giovanni Zenatello, tenore e impresario teatrale italiano (n. 1876)
- 1950 - Kiki Cuyler, giocatore di baseball statunitense (n. 1898)
- 1951 - Louis Brody, attore tedesco (n. 1892)
- 1951 - Tom MacInnes, poeta e scrittore canadese (n. 1867)
- 1952 - Matija Murko, filologo, linguista e slavista sloveno (n. 1861)
- 1952 - Arnaldo Petretti, avvocato, funzionario e politico italiano (n. 1878)
- 1953 - Hans Benndorf, fisico austriaco (n. 1870)
- 1953 - Pietro Branchina, compositore italiano (n. 1876)
- 1953 - Walther Fischer von Weikersthal, generale tedesco (n. 1890)
- 1953 - Filippo Galante, pittore e medaglista italiano (n. 1872)
- 1953 - Uroš Predić, pittore serbo (n. 1857)
- 1954 - Henry Brawley, maratoneta statunitense (n. 1876)
- 1954 - Pierre Charles, presbitero, filosofo e teologo belga (n. 1883)
- 1955 - Ol'ga Chochlova, ballerina ucraina (n. 1891)
- 1955 - Ona Munson, attrice statunitense (n. 1903)
- 1957 - Vittorio Umberto Fantucci, ingegnere e politico italiano (n. 1883)
- 1957 - Dimitri Kirsanoff, regista, sceneggiatore e produttore cinematografico russo (n. 1899)
- 1958 - Hermann Bauer, ammiraglio tedesco (n. 1875)
- 1958 - Élaine Greffulhe, nobile francese (n. 1882)
- 1958 - Ernest Jones, neurologo e psicoanalista britannico (n. 1879)
- 1958 - Bertil Malmberg, poeta e traduttore svedese (n. 1889)
- 1959 - Robert Altmayer, generale francese (n. 1875)
- 1959 - Jean Margraff, schermidore francese (n. 1876)
- 1959 - Marshall Teague, pilota automobilistico statunitense (n. 1921)
- 1960 - Victor Klemperer, filologo e scrittore tedesco (n. 1881)
- 1961 - Enzo Masetti, compositore italiano (n. 1893)
- 1962 - Indalecio Prieto, politico spagnolo (n. 1883)
- 1963 - Edwin Francis Carpenter, astronomo statunitense (n. 1898)
- 1963 - Igino Cassi, dirigente sportivo e imprenditore italiano (n. 1895)
- 1963 - Karl Frederick, tiratore a segno statunitense (n. 1881)
- 1963 - Carlo Alberto Petrucci, incisore, pittore e museologo italiano (n. 1881)
- 1963 - Sylvia Plath, poetessa statunitense (n. 1932)
- 1965 - Arturo Armato, politico italiano (n. 1887)
- 1965 - Vitalij Aleksandrovič Čechover, scacchista e compositore di scacchi russo (n. 1908)
- 1965 - Chintamanrao Dhundirao Patwardhan, principe indiano (n. 1890)
- 1965 - Giovanni Battista Vagge, calciatore, arbitro di calcio e giornalista italiano (n. 1888)
- 1966 - Carlo La Rotonda, chimico e agronomo italiano (n. 1897)
- 1966 - Raymond Lopez, architetto e urbanista francese (n. 1904)
- 1966 - Adele Moroder, scrittrice austriaca (n. 1887)
- 1967 - Stefano Bottari, critico d'arte italiano (n. 1907)
- 1967 - Julius Ringel, generale austriaco (n. 1889)
- 1967 - Edgar Röhricht, generale tedesco (n. 1892)
- 1967 - Sergej Aleksandrovič Solov'ëv, calciatore, allenatore di calcio e hockeista su ghiaccio sovietico (n. 1915)
- 1968 - Edmund Lindmark, ginnasta e tuffatore svedese (n. 1894)
- 1968 - Howard Lindsay, drammaturgo, attore e sceneggiatore statunitense (n. 1889)
- 1969 - Dario Beni, ciclista su strada italiano (n. 1889)
- 1969 - Oswald Holmberg, ginnasta e tiratore di fune svedese (n. 1882)
- 1969 - Michael Reeves, regista e sceneggiatore britannico (n. 1943)
- 1969 - Alessandro Schienoni, allenatore di calcio e calciatore italiano (n. 1902)
- 1971 - Howard Bristol, scenografo statunitense (n. 1902)
- 1971 - Willi Geiger, pittore, grafico e insegnante tedesco (n. 1878)
- 1971 - Delia Murphy, cantante irlandese (n. 1902)
- 1971 - Ernst Nilsson, lottatore svedese (n. 1891)
- 1971 - Armando Preti, calciatore italiano (n. 1911)
- 1972 - Marian Hemar, poeta e giornalista polacco (n. 1901)
- 1972 - Gino Jacoponi, calciatore italiano (n. 1899)
- 1972 - Colin Munro MacLeod, genetista canadese (n. 1909)
- 1972 - Kalle Westerlund, lottatore finlandese (n. 1897)
- 1973 - Hans Jensen, fisico tedesco (n. 1907)
- 1973 - David Lawrence, editore e imprenditore statunitense (n. 1888)
- 1974 - Hilda Gadea, economista peruviana (n. 1921)
- 1974 - Alfred Keller, generale tedesco (n. 1882)
- 1974 - Anna Q. Nilsson, attrice svedese (n. 1888)
- 1974 - Joseph Marie Phạm Năng Tĩnh, vescovo cattolico vietnamita (n. 1917)
- 1974 - Vladimir Ivanovič Smirnov, matematico e statistico russo (n. 1887)
- 1974 - Alfhild Stormoen, attrice norvegese (n. 1883)
- 1975 - Ugo Vittore Bartolini, pittore italiano (n. 1906)
- 1975 - Richard Ratsimandrava, politico e militare malgascio (n. 1931)
- 1976 - Joseph Barboza, mafioso statunitense (n. 1932)
- 1976 - Lee J. Cobb, attore statunitense (n. 1911)
- 1976 - Alexander Lippisch, ingegnere tedesco (n. 1894)
- 1976 - Fortunato Misiano, produttore cinematografico italiano (n. 1899)
- 1976 - Dorothy Maud Wrinch, matematica e biochimica britannica (n. 1894)
- 1977 - Fakhruddin Ali Ahmed, politico indiano (n. 1905)
- 1977 - Louis Beel, politico olandese (n. 1902)
- 1977 - Luigi Bertolini, allenatore di calcio e calciatore italiano (n. 1904)
- 1977 - Alain Escoffier, attivista francese (n. 1949)
- 1977 - Rudolf Kos, calciatore cecoslovacco (n. 1910)
- 1978 - Kit Carson, attore russo (n. 1899)
- 1978 - James Bryant Conant, chimico statunitense (n. 1893)
- 1978 - Harry Martinson, scrittore e poeta svedese (n. 1904)
- 1979 - Thomas Bellamy, attore statunitense (n. 1906)
- 1979 - Lowell Galloway, cestista e allenatore di pallacanestro statunitense (n. 1921)
- 1979 - Gerald Lankester Harding, archeologo e linguista britannico (n. 1901)
- 1979 - Luciano Jona, politico italiano (n. 1897)
- 1979 - Belgrado Pedrini, partigiano, anarchico e scrittore italiano (n. 1913)
- 1979 - Girolamo Piromalli, mafioso italiano (n. 1918)
- 1980 - Enrico Frattini, generale italiano (n. 1891)
- 1980 - Jakov Aleksandrovič Malik, diplomatico e politico sovietico (n. 1906)
- 1980 - Paavo Yrjölä, multiplista finlandese (n. 1902)
- 1981 - Francesco Chieco, avvocato e politico italiano (n. 1899)
- 1981 - Ketti Frings, scrittrice e sceneggiatrice statunitense (n. 1909)
- 1981 - Fusae Ichikawa, politica giapponese (n. 1893)
- 1981 - Maurice Mandrillon, sciatore di pattuglia militare francese (n. 1902)
- 1982 - Rudolf Fabry, poeta, scrittore e giornalista slovacco (n. 1915)
- 1982 - Renato Gnocchi, politico italiano (n. 1921)
- 1982 - Andreas Knudsen, velista e canottiere norvegese (n. 1887)
- 1982 - Eleanor Powell, attrice e ballerina statunitense (n. 1912)
- 1982 - Takashi Shimura, attore giapponese (n. 1905)
- 1983 - Iginio Kofler, calciatore, dirigente sportivo e imprenditore italiano (n. 1897)
- 1984 - Arlette Marchal, attrice francese (n. 1902)
- 1984 - Aldo Mazzini Sandulli, giurista e politico italiano (n. 1915)
- 1985 - Márton Bukovi, allenatore di calcio e calciatore ungherese (n. 1903)
- 1985 - Henry Hathaway, regista e produttore cinematografico statunitense (n. 1898)
- 1985 - George James Hopkins, scenografo e costumista statunitense (n. 1886)
- 1985 - Jochen Müller, calciatore tedesco orientale (n. 1925)
- 1985 - Víctor Palomo, pilota motociclistico e bobbista spagnolo (n. 1948)
- 1985 - Heinz Roemheld, compositore statunitense (n. 1901)
- 1986 - Arsénio Duarte, calciatore portoghese (n. 1925)
- 1986 - Roberta Giusti, annunciatrice televisiva e conduttrice televisiva italiana (n. 1944)
- 1986 - Pauline Polaire, attrice italiana (n. 1904)
- 1986 - Frank Herbert, scrittore di fantascienza statunitense (n. 1920)
- 1986 - Frans Van Hellemont, ciclista su strada e ciclocrossista belga (n. 1917)
- 1987 - Mark Ashton, attivista e politico britannico (n. 1960)
- 1987 - Dante Cavazzini, filantropo e mecenate italiano (n. 1890)
- 1987 - Francesco Gabriotti, calciatore italiano (n. 1914)
- 1987 - Andy Linden, pilota automobilistico statunitense (n. 1922)
- 1988 - Marion Crawford, educatrice britannica (n. 1909)
- 1988 - Lino Landolfi, fumettista italiano (n. 1925)
- 1988 - Rocco Palamara, magistrato italiano (n. 1926)
- 1989 - T. E. B. Clarke, sceneggiatore inglese (n. 1907)
- 1989 - Leon Festinger, psicologo e sociologo statunitense (n. 1919)
- 1989 - Shakhbut II bin Sultan Al Nahyan, sovrano (n. 1905)
- 1990 - Léopold Anoul, allenatore di calcio e calciatore belga (n. 1911)
- 1990 - Antonio Bernieri, partigiano e politico italiano (n. 1917)
- 1990 - Tom Brennan, cestista statunitense (n. 1930)
- 1990 - Marie-Dominique Chenu, teologo francese (n. 1895)
- 1990 - Bruno Giraldi, calciatore italiano (n. 1907)
- 1990 - Vojtech Löffler, scultore slovacco (n. 1907)
- 1991 - Carlo Colombo, vescovo cattolico e teologo italiano (n. 1909)
- 1991 - Bohumil Kudrna, canoista cecoslovacco (n. 1920)
- 1991 - Alja Rachmanova, scrittrice e psicologa russa (n. 1898)
- 1992 - Paddy Crehan, cestista irlandese (n. 1920)
- 1992 - Ray Danton, attore e regista statunitense (n. 1931)
- 1992 - Morrnah Simeona, personalità religiosa statunitense (n. 1913)
- 1993 - Robert William Holley, biochimico statunitense (n. 1922)
- 1993 - Oksana Kostina, ginnasta sovietica (n. 1972)
- 1993 - Desanka Maksimović, poetessa serba (n. 1898)
- 1993 - Félix Ruiz, calciatore spagnolo (n. 1940)
- 1994 - Neil Bonnett, pilota automobilistico statunitense (n. 1946)
- 1994 - Sorrell Booke, attore e imitatore statunitense (n. 1930)
- 1994 - Mercedes Comaposada, pedagoga e avvocata spagnola (n. 1901)
- 1994 - William Conrad, doppiatore, attore e regista statunitense (n. 1920)
- 1994 - Joseph Marie Anthony Cordeiro, cardinale e arcivescovo cattolico pakistano (n. 1918)
- 1994 - Paul Feyerabend, filosofo e sociologo austriaco (n. 1924)
- 1994 - Aredio Gimona, calciatore e allenatore di calcio italiano (n. 1924)
- 1994 - Antonio Martín Velasco, ciclista su strada spagnolo (n. 1970)
- 1995 - Harry Merkel, pilota automobilistico tedesco (n. 1918)
- 1996 - Olle Åhlund, calciatore e allenatore di calcio svedese (n. 1920)
- 1996 - William F. Claxton, regista televisivo statunitense (n. 1914)
- 1996 - Punx, illusionista e scrittore tedesco (n. 1907)
- 1996 - Quarentinha, calciatore brasiliano (n. 1933)
- 1996 - Amelia Rosselli, poetessa, organista e etnomusicologa italiana (n. 1930)
- 1997 - Don Porter, attore statunitense (n. 1912)
- 1998 - Tore Børrehaug, calciatore norvegese (n. 1944)
- 1998 - Tanvir Dar, hockeista su prato pakistano (n. 1937)
- 1998 - Jonathan Hole, attore statunitense (n. 1904)
- 1998 - Archimede Orlandini, liutaio italiano (n. 1909)
- 1998 - Sergio Rossi, attore e doppiatore italiano (n. 1921)
- 1999 - William Alonso, economista statunitense (n. 1933)
- 1999 - Philip Brownstein, allenatore di pallacanestro statunitense (n. 1906)
- 1999 - Jaki Byard, pianista, sassofonista e compositore statunitense (n. 1922)
- 1999 - Werner Korff, hockeista su ghiaccio tedesco (n. 1911)
- 1999 - Dragan Kovačić, cestista jugoslavo (n. 1939)
- 1999 - Reidar Kristiansen, calciatore norvegese (n. 1927)
- 1999 - Giulio Salvadori, pittore italiano (n. 1918)
- 1999 - Ermanno Toschi, pittore italiano (n. 1906)
- 2000 - Jacqueline Auriol, aviatrice francese (n. 1917)
- 2000 - Bernardo Capó, ciclista su strada spagnolo (n. 1919)
- 2000 - Dante Rivola, ciclista su strada italiano (n. 1926)
- 2000 - Roger Vadim, regista, sceneggiatore e attore francese (n. 1928)
- 2000 - Guido Valabrega, storico italiano (n. 1931)
- 2000 - Bernardino Zapponi, sceneggiatore italiano (n. 1927)

## XXI secolo(142)
- 2001 - José Luis Borbolla, calciatore messicano (n. 1920)
- 2001 - Olle Håkansson, calciatore svedese (n. 1927)
- 2001 - Raymond Lewis, cestista statunitense (n. 1952)
- 2001 - Harald-Otto Mors, militare tedesco (n. 1910)
- 2001 - Masao Ōno, calciatore giapponese (n. 1923)
- 2001 - Ferrer Visentini, politico italiano (n. 1910)
- 2002 - Ugo Fasano, regista italiano (n. 1907)
- 2002 - Barry Foster, attore britannico (n. 1931)
- 2002 - Traudl Junge, scrittrice tedesca (n. 1920)
- 2002 - Gaetano Stammati, politico e dirigente pubblico italiano (n. 1908)
- 2003 - Daniel Toscan du Plantier, produttore cinematografico francese (n. 1941)
- 2004 - Robbie Buttigieg, calciatore maltese (n. 1936)
- 2004 - Tadeusz Dembończyk, sollevatore polacco (n. 1955)
- 2004 - Jozef Lenárt, politico cecoslovacco (n. 1923)
- 2004 - Tony Pope, doppiatore statunitense (n. 1947)
- 2004 - Shirley Strickland, ostacolista e velocista australiana (n. 1925)
- 2004 - Marco Tangheroni, storico e medievista italiano (n. 1946)
- 2005 - Jack L. Chalker, scrittore di fantascienza statunitense (n. 1944)
- 2005 - Mary Jackson, matematica e ingegnera statunitense (n. 1921)
- 2005 - Vladimir Aleksandrovič Kotel'nikov, ingegnere sovietico (n. 1908)
- 2005 - Eva Magni, attrice italiana (n. 1909)
- 2006 - Peter Benchley, giornalista, scrittore e sceneggiatore statunitense (n. 1940)
- 2006 - Ken Fletcher, tennista australiano (n. 1940)
- 2006 - Frans Leenen, ciclista su strada belga (n. 1919)
- 2006 - Altynbek Sársenbaev, politico kazako (n. 1962)
- 2007 - Karl-Heinz Hopp, canottiere tedesco (n. 1936)
- 2007 - Ronnie MacGilvray, cestista statunitense (n. 1930)
- 2007 - Dino Sarti, cantante e cabarettista italiano (n. 1936)
- 2008 - Angese, fumettista italiano (n. 1947)
- 2008 - Edi Bär, compositore, sassofonista e clarinettista svizzero (n. 1913)
- 2008 - Roberto Damiani, letterato, critico letterario e politico italiano (n. 1943)
- 2008 - Cesare Gallea, calciatore e allenatore di calcio italiano (n. 1917)
- 2008 - Tom Lantos, politico ungherese (n. 1928)
- 2008 - Frank Piasecki, ingegnere e imprenditore statunitense (n. 1919)
- 2008 - Carolina Tronconi, ginnasta italiana (n. 1913)
- 2009 - Shyamala Gopalan, scienziata e oncologa indiana (n. 1938)
- 2009 - Willem Johan Kolff, medico olandese (n. 1911)
- 2009 - Corrado Ruggiero, scrittore italiano (n. 1935)
- 2010 - Irina Konstantinovna Archipova, mezzosoprano e contralto russo (n. 1925)
- 2010 - Costantino Belluscio, giornalista e politico italiano (n. 1930)
- 2010 - Roman Dmitriev, lottatore russo (n. 1949)
- 2010 - Pio Filippani Ronconi, indologo, iranista e esoterista italiano (n. 1920)
- 2010 - Brian Godfrey, calciatore e allenatore di calcio gallese (n. 1940)
- 2010 - James Janssen van Raay, politico olandese (n. 1932)
- 2010 - Alexander McQueen, stilista britannico (n. 1969)
- 2010 - Caroline McWilliams, attrice statunitense (n. 1945)
- 2010 - Jurij Sevidov, allenatore di calcio e calciatore sovietico (n. 1942)
- 2010 - Colin Ward, architetto e urbanista britannico (n. 1924)
- 2011 - Bo Carpelan, poeta e scrittore finlandese (n. 1926)
- 2011 - Myrna Dell, attrice statunitense (n. 1924)
- 2011 - Willi Gerdau, calciatore tedesco occidentale (n. 1929)
- 2011 - Josef Pirrung, calciatore tedesco (n. 1949)
- 2011 - Barbara Szydłowska, cestista polacca (n. 1937)
- 2012 - Paul Eeckhout, architetto belga (n. 1917)
- 2012 - Mario Gasbarri, politico italiano (n. 1951)
- 2012 - Whitney Houston, cantautrice, attrice e modella statunitense (n. 1963)
- 2012 - Sergej Nikolaevič Kolosov, regista sovietico (n. 1921)
- 2012 - Pino Lucchesi, politico italiano (n. 1941)
- 2012 - Jeff Slade, cestista statunitense (n. 1941)
- 2012 - Elza İbrahimova, compositrice sovietica (n. 1938)
- 2013 - Villy Andresen, calciatore norvegese (n. 1925)
- 2013 - Jim Boatwright, cestista e allenatore di pallacanestro statunitense (n. 1951)
- 2013 - Oswaldo Brenes Álvarez, vescovo cattolico costaricano (n. 1942)
- 2013 - Dante Clauser, presbitero italiano (n. 1923)
- 2013 - Florindo D'Aimmo, politico italiano (n. 1928)
- 2013 - Jack Eskridge, cestista e allenatore di pallacanestro statunitense (n. 1924)
- 2013 - Kevin Gray, attore e cantante statunitense (n. 1958)
- 2013 - Matt White, cestista statunitense (n. 1957)
- 2013 - Alfred Zijai, calciatore albanese (n. 1961)
- 2014 - Alice Babs, cantante e attrice svedese (n. 1924)
- 2014 - Gian Paolo Bazzoni, scrittore, poeta e drammaturgo italiano (n. 1935)
- 2014 - Franco Piccinelli, scrittore e giornalista italiano (n. 1933)
- 2015 - Sally Gabori, artista e costumista australiana (n. 1924)
- 2015 - Gary Glick, giocatore di football americano statunitense (n. 1930)
- 2015 - Roger Hanin, attore, sceneggiatore e regista francese (n. 1925)
- 2015 - Gus Moffat, allenatore di calcio e calciatore scozzese (n. 1948)
- 2015 - Jerry Tarkanian, allenatore di pallacanestro statunitense (n. 1930)
- 2016 - Renato Bialetti, imprenditore italiano (n. 1923)
- 2016 - Herman Blaschke, calciatore sudafricano (n. 1948)
- 2016 - Angelo Falzea, giurista e filosofo italiano (n. 1914)
- 2016 - László Killik, allenatore di pallacanestro ungherese (n. 1927)
- 2016 - Juan Mujica, calciatore uruguaiano (n. 1943)
- 2016 - Kevin Randleman, artista marziale misto statunitense (n. 1971)
- 2016 - Ferenc Rudas, calciatore ungherese (n. 1921)
- 2016 - Peter Wood, regista teatrale britannico (n. 1925)
- 2017 - Nag Arnoldi, scultore, pittore e insegnante svizzero (n. 1928)
- 2017 - Chavo Classic, wrestler statunitense (n. 1949)
- 2017 - Harvey Lichtenstein, direttore artistico e produttore teatrale statunitense (n. 1929)
- 2017 - Kurt Marti, poeta svizzero (n. 1921)
- 2017 - Fab Melo, cestista brasiliano (n. 1990)
- 2017 - Maria Virginia Onorato, attrice, sceneggiatrice e regista italiana (n. 1942)
- 2017 - Ole Riber Rasmussen, tiratore a volo danese (n. 1955)
- 2017 - Piet Rentmeester, ciclista su strada olandese (n. 1938)
- 2017 - Jirō Taniguchi, fumettista giapponese (n. 1947)
- 2017 - Jozef Zlatňanský, vescovo cattolico slovacco (n. 1927)
- 2018 - Fausto Battelli, pittore e fotoreporter italiano (n. 1934)
- 2018 - Orazio Bobbi, scultore italiano (n. 1922)
- 2018 - Ivano Comi, scrittore italiano (n. 1953)
- 2018 - Vic Damone, cantante statunitense (n. 1928)
- 2018 - Jon Fox, politico statunitense (n. 1947)
- 2018 - Antonio Fusco, docente, psicologo e poeta italiano (n. 1924)
- 2018 - Asma Jahangir, avvocata e attivista pakistana (n. 1952)
- 2018 - Jan Maxwell, attrice statunitense (n. 1956)
- 2018 - Tom Rapp, cantautore statunitense (n. 1947)
- 2018 - Raymond Vautherin, linguista, poeta e drammaturgo italiano (n. 1935)
- 2019 - Alice di Lussemburgo, principessa lussemburghese (n. 1929)
- 2019 - Carlo Bertolini, pittore, scultore e incisore italiano (n. 1922)
- 2019 - Teresio Bosco, scrittore, presbitero e teologo italiano (n. 1931)
- 2019 - Leena Brusiin, modella finlandese (n. 1946)
- 2019 - Sibghatullah Mojaddedi, politico afghano (n. 1925)
- 2020 - Uberto Bertacca, scenografo e costumista italiano (n. 1936)
- 2020 - George Coyne, astronomo e gesuita statunitense (n. 1933)
- 2020 - Marcelino dos Santos, politico e rivoluzionario mozambicano (n. 1929)
- 2020 - Louis-Edmond Hamelin, geografo canadese (n. 1923)
- 2020 - Yasumasa Kanada, matematico e informatico giapponese (n. 1949)
- 2020 - Jack Kramer, calciatore norvegese (n. 1939)
- 2020 - Joseph Shabalala, cantante e musicista sudafricano (n. 1940)
- 2020 - David Stout, giornalista e scrittore statunitense (n. 1942)
- 2020 - Joseph Vilsmaier, direttore della fotografia, regista e produttore cinematografico tedesco (n. 1939)
- 2021 - Reg Lewis, attore statunitense (n. 1936)
- 2021 - Rowena Morrill, artista e illustratrice statunitense (n. 1944)
- 2021 - Isadore Singer, matematico statunitense (n. 1924)
- 2021 - Joan Weldon, attrice e cantante statunitense (n. 1930)
- 2022 - Franca Cancogni, traduttrice, sceneggiatrice e scrittrice italiana (n. 1920)
- 2022 - Ilia Datunashvili, calciatore sovietico (n. 1937)
- 2022 - Nikolaus Lang, pittore tedesco (n. 1941)
- 2022 - Domenico Lucente, imprenditore, dirigente pubblico e politico italiano (n. 1943)
- 2022 - Ally Mtoni, calciatore tanzaniano (n. 1993)
- 2022 - Luís Ribeiro Pinto Neto, calciatore brasiliano (n. 1946)
- 2022 - Ernesto Ros, pugile italiano (n. 1952)
- 2022 - Teodoro Saponaro, politico italiano (n. 1927)
- 2023 - Deniz Baykal, politico e avvocato turco (n. 1938)
- 2023 - Tito Fernández, cantautore cileno (n. 1942)
- 2023 - Lee James, sollevatore statunitense (n. 1953)
- 2023 - Hans Modrow, politico tedesco (n. 1928)
- 2023 - Donald Spoto, scrittore, biografo e teologo statunitense (n. 1941)
- 2024 - Allen Bard, chimico statunitense (n. 1933)
- 2024 - Paul Martinez, musicista britannico (n. 1947)
- 2024 - Giuseppe Matulli, politico italiano (n. 1938)
- 2024 - Nerio Nesi, politico, banchiere e partigiano italiano (n. 1925)
- 2024 - Bernard Schmied, cestista svizzero (n. 1933)
- 2025 - Geōrgios Roumpanīs, astista greco (n. 1929)